# 鄧肯一世
邓肯·麦克克里南（中世纪盖尔语：Donnchad mac Crinain；现代盖尔语：Donnchadh mac Crìonain，意为“克里南之子邓肯”；约1001年—1040年），又称邓肯一世，绰号“病人”（An t-Ilgarach），是苏格兰国王（1034年-1040年在位），在他统治的最后几年里，苏格兰与境内外数个地方势力发生过冲突，最开始没有反对邓肯一世继承权的麦克白逐渐产生不满。1040年，邓肯一世率领军队进入莫瑞，双方交战，邓肯一世被杀。麦克白成为苏格兰国王。

## 生平
他是鄧凱爾德世俗修道院院长克里南与马尔科姆二世（Máel Coluim mac Cináeda）之女貝索克所育之子。
历史上的邓肯不像莎士比亚悲剧《麦克白》中的角色“邓肯王”，他似乎是个年轻人。1034年11月25日，他的外祖父马尔科姆驾崩，他旋即继承了其王位，令人匪夷所思的是，他的即位没有遭到强烈的反对。邓肯即位的如此顺利，可能是因为他是马尔科姆指定的继承人或選長繼承人。据早期历史学家富爾頓的約翰的推测，邓肯可能在其外祖父统治时期的1018年到1034年之间，马尔科姆可能将斯特拉斯克萊德王國给邓肯做封地，并让其成为斯特拉斯克萊德國王。不过，现代历史学家不相信这一观点。
一个较早的来源阿爾巴國王編年史（CK-I）的变种为邓肯妻子取了一个盖尔语名为苏珊（Suthen）。即使，他的妻子名字有争议，但毋庸置疑的是，她至少和邓肯生有两子。长子是后来在1058年到1093年在位的苏格兰国王马尔科姆三世（Máel Coluim mac Donnchada）。次子即后来两度为王的唐纳德三世（Domnall Bán或"Donalbane"）。邓肯第三子可能是亞瑟爾伯爵馬爾瑪麗，不过这是未确定的。
或许是他年轻的缘故，邓肯的早期统治平安无事。麦克白（Mac Bethad mac Findláich）被记载的称号为“dux”，身份可能相当于后来的公爵即地位在亲王和爵爷之间，但该称号在当时仍有古罗马含义“战争领袖”。在上下文中，如果与其同在半个世纪前法兰克加洛林王朝“弗朗西斯公爵”以及英格兰大权臣威塞克斯的戈德温被称为“dux”联系起来。这表明，麦克白可能已坐在王座背后的權力寶座。
1039年，邓肯率领一支苏格兰大军南下围剿达勒姆，但这次征战以悲剧结束。邓肯活了下来，但在次年率军进入麦克白的领地莫瑞，显然要远征讨伐莫瑞。 大概在1040年8月14日，邓肯在埃爾金附近的博納戈萬（今皮特加維尼）阵亡。 邓肯被认为埋葬在埃尔金附近， 后来被迁葬至愛奧那島。

## 在莎士比亚剧中的描写
邓肯一世这个历史人物之所以出名，主要是由于莎士比亚的同名悲剧麦克白。不过在戏剧中，邓肯一世则成了垂垂老矣的国王。事实上，邓肯死时大约才39岁，仅比麦克白约大了四岁。

## 祖先
| 鄧肯一世 邓凯尔德王朝 | 鄧肯一世 邓凯尔德王朝    | 鄧肯一世 邓凯尔德王朝 |
| 統治者頭銜            | 統治者頭銜               | 統治者頭銜            |
| --------------------- | ------------------------ | --------------------- |
| 前任者： 马尔科姆二世 | 苏格兰国王 1034年–1040年 | 繼任者： 麦克白       |